# Ельжбета Гелена Сенявська

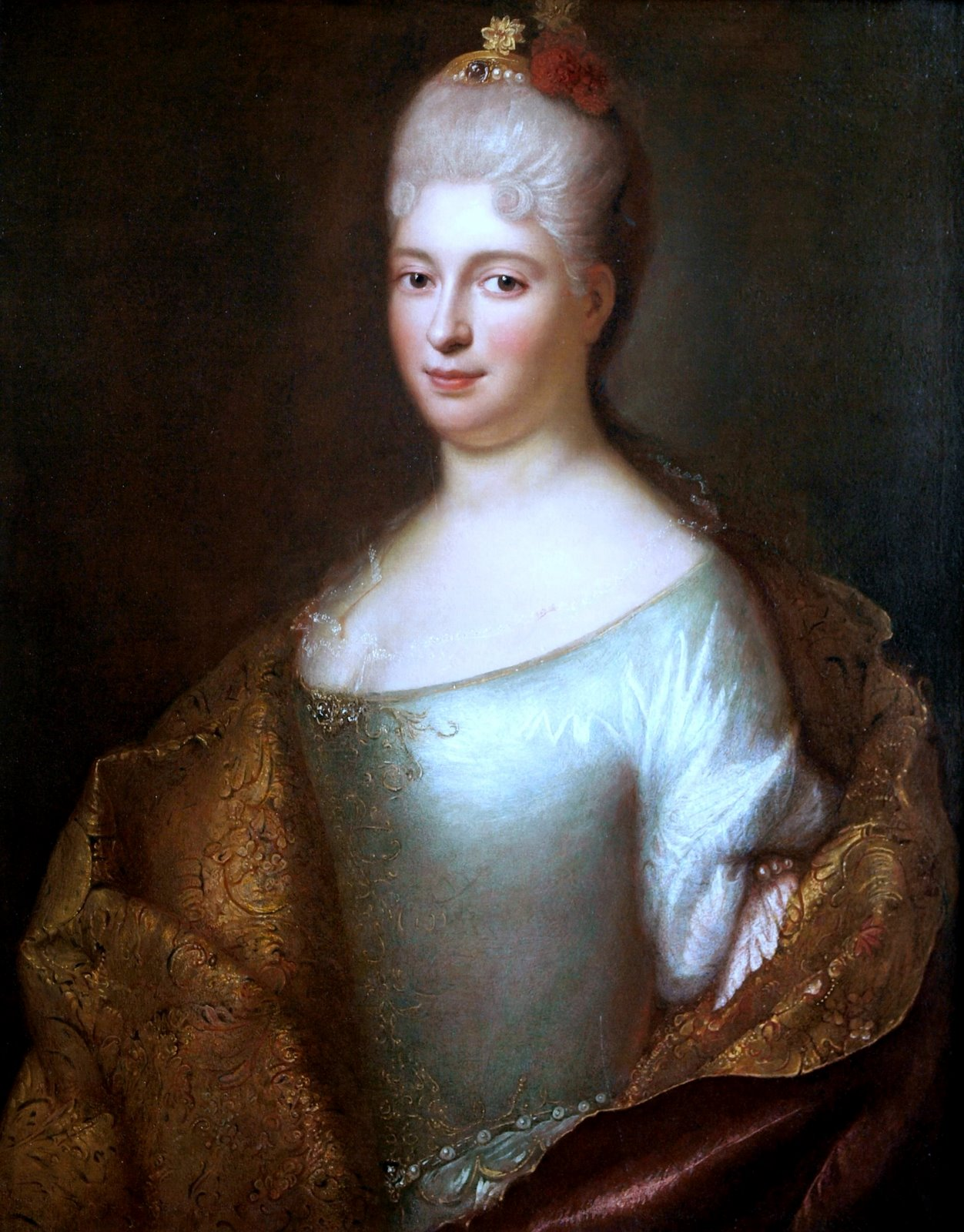

Ельжбета Гелена Сенявська (до шлюбу Любомирська; пол. Elżbieta Helena Sieniawska; 1669/1670, Конськоволя — 21 березня 1729, Олешичі) — польська шляхтянка, політична діячка.

## Життєпис
Народилась у містечку Конськоволя. Батько — князь Станіслав Геракліуш Любомирський, мати — його дружина Зофія, дочка Лукаша Опалінського. Дуже любила батька, завжди тепло про нього писала.
Після коротких зашлюбин 6 серпня 1687 року в каплиці Владислава IV Вази в костелі піярів у Варшаві (нині — Польова катедра війська польського) священник благословив її шлюб з Адамом Миколаєм Сенявським.
Наприкінці 1694 року стала «героїнею» придворного скандалу, пов'язаного з її романом із сином коронного гетьмана Яном Станіславом Яблоновським. Їхні листи за посередництва Стефана Александера Потоцького потрапили до чоловіка. Батько через свої політичні інтереси переконав її помиритися з чоловіком у 1695 році. Роман Сенявської з королевичем Александером був ще резонанснішим. 15 квітня 1699 в Бережанах народила доньку Марію Зофію, у червні брала участь у поділі маєтку Собеських у Варшаві (восени 1698 в Опаві королева-вдова Марія-Казимира довірила їй свої фінансові справи, зокрема, ярославський «ключ»). 22 лютого 1707 мала розмову з царем Петром, який перебував у Жовкві, під час його візиту до Сенявських. У ній цар висловив готовність сприйняти як посердників французів у переговорах зі шведами.
За наказом короля Карла ХІІ була арештована 12 листопада 1707 у Варшаві, яку захопили шведи. У 1708 році пробувала бути посередницею в перемовинах Івана Мазепи та Станіслава Лещинського. У січні 1709 мала перемовини в Мукачевому. Стефан Гумецький та Юзеф Феліціян Потоцький (белзький староста) наприкінці вересня 1716 року тиснули на неї, щоб отримала згоду короля Авґуста ІІ.
Королевич Константій Владислав продав їй Олесько й Тернопіль у 1719 році, 3 серпня 1720 року — Вілянув. На її прохання 24 липня 1724 року Авґуст ІІ видав привілей для Тернополя, яким у місті запроваджували ярмарок святої Анни.

## Інтернет-ресурси
- Andrzej K. Link-Lenczowski i Bożena Popiołek. Elżbieta Helena Sieniawska z Lubomirskich [Архівовано 21 липня 2015 у Wayback Machine.]. (пол.)
- Elżbieta Helena Izabela ks. Lubomirska z Lubomierza h. Drużyna (ID: 15.105.357) [Архівовано 23 квітня 2016 у Wayback Machine.]. (пол.)

| українська персоналія | Це незавершена стаття про особу, що має стосунок до України. Ви можете допомогти проєкту, виправивши або дописавши її. |